# Believe (Cher-album)
A Believe Cher amerikai énekesnő 23. stúdióalbuma. 1998. november 10-én adta ki a Warner Bros. Records és a WEA. Az előző, az It's a Man's World album sikertelensége után (mindössze 5 millió eladott példány) ez az album minden várakozást felülmúlt: az album címadó dala a világ 3. legsikeresebb slágere lett női előadótól, de ugyanezen a listán még 3 dal található az albumról. Az albumot népszerűsítő turné lett a legsikeresebb turné 2005-ig női előadótól. A Believe lett az évtized 2. legjobb albuma;az album kislemezei 1998, 1999, és 2000 legtöbb példányszámban eladott dalai voltak.
A Believe című dal a világ 3. legsikeresebb slágere női előadótól, Grammy-díjat kapott a legjobb dance dalért.